# Апорайс
Апора́йс (Aporrhais) — рід черевоногих молюсків. Раковина веретеноподібна, з 5—10 оборотами, устя видовжене, губа зовнішня; розростаючись, вона утворює у дорослих особин лопаті, які в сукупності з устям нагадують ступню водоплав. птаха. Сучасні види живуть в Середземному морі та Атлантичному океані. У викопному стані апорайси відомі з Середземноморської провінції починаючи з юри, в УРСР — з канівської світи Подніпров'я та міоцену зх. областей.

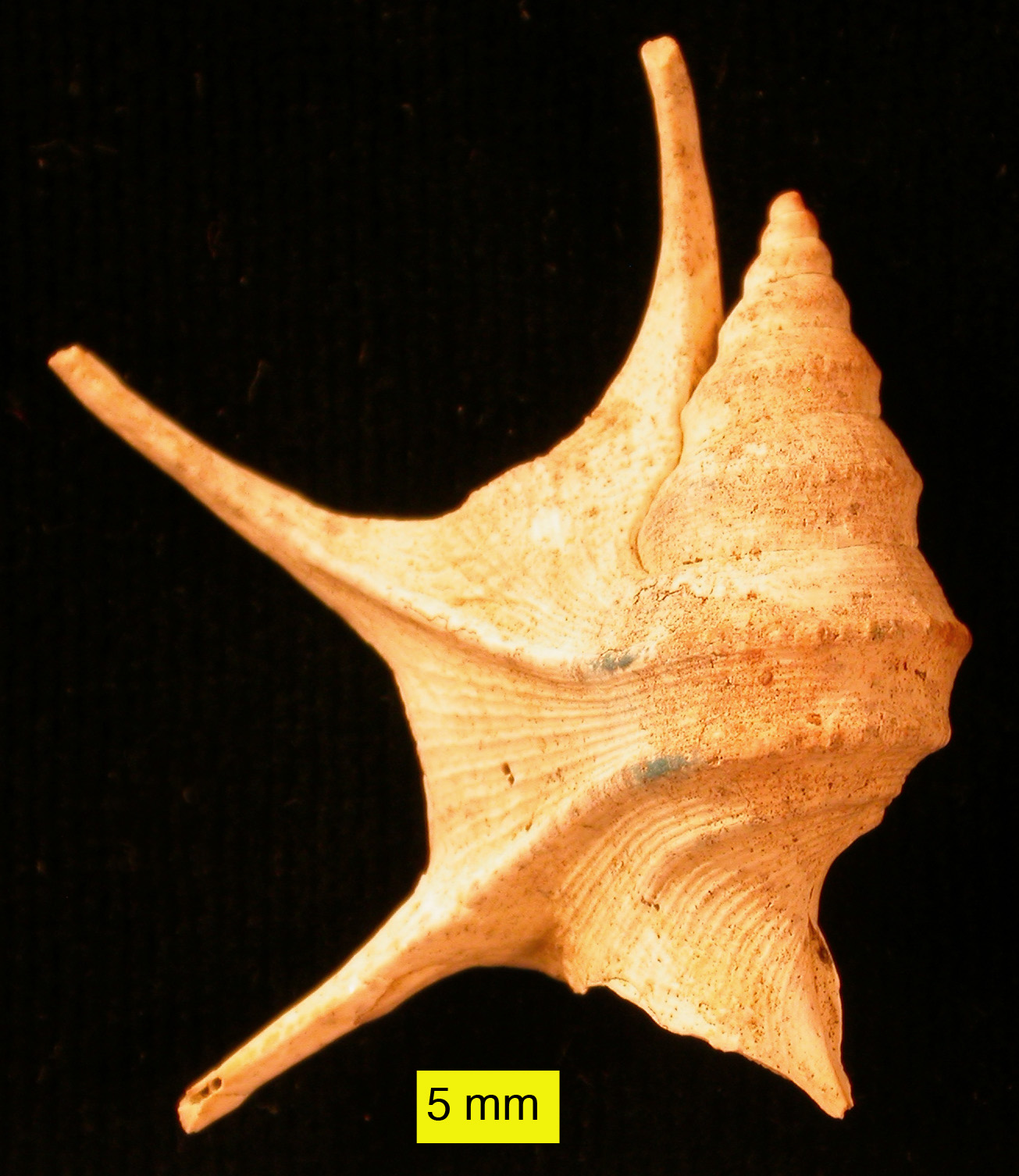
Викопний апорайс з пліоцену

## Види
Містить такі види:
- Aporrhais pesgallinae Barnard, 1963
- Aporrhais pespelicani (Linnaeus, 1758), common pelican's foot
- Aporrhais senegalensis Gray, 1838
- Aporrhais serresianus (Michaud, 1828)
- Aporrhais occidentalis Beck, 1836 : synonym of Arrhoges occidentalis (Beck, 1836)